# 1969 год в литературе

## События
- Учреждена «Букеровская премия» (англ. The Man Booker Prize) — одна из самых престижных наград в мире английской литературы[1][2].

- Учреждена международная премия «Нейштадтская литературная премия»[3].

- В ФРГ впервые опубликована на русском языке пьеса Николая Эрдмана «Самоубийца», написанная в 1928 году.

## Премии

### Международные
- Нобелевская премия по литературе — Сэмюэл Баркли Беккет «…за новаторскую прозу и драматургию, обнаруживающие и в моральном падении человека его высокую судьбу»

### Великобритания
- Букеровская премия — Перси Ховард Ньюби, «За это придётся ответить» (англ. Something to Answer for ).
- Премия Сомерсета Моэма — Анджела Картер, «Отдельные впечатления».

### СССР
- Ленинская премия в области литературы — не присуждалась
- Государственная премия СССР в области литературы — Андрей Малышко, за цикл стихов «Дорога под яворами»;
- Премия имени М. Горького:
  - Григорий Коновалов, за роман «Истоки»;
  - Сергей Смирнов, за поэтические произведения;
  - Борис Соловьёв, за книгу «Поэт и его подвиг»

### США
- Пулитцеровская премия за художественную книгу — Наварр Скотт Момадей, «Дом, из рассвета сотворённый» (англ. House Made of Dawn).
- Пулитцеровская премия за лучшую драму — Говард Саклер, «Великая светлая надежда» (англ. The Great White Hope).
- Пулитцеровская премия за поэзию — Джордж Оппен, «Быть многогранным» (англ. Of Being Numerous).

### Франция
- Гонкуровская премия — Фелисьен Марсо, «Кризи» (фр. «Creezy»).
- Премия Ренодо — Макс-Оливье Лакан, «Пламя гнева» (фр. Les Feux de la colère).
- Премия Фемина — Хорхе Семпрун, «Другая смерть Рамона Меркадера» (фр. Deuxième mort de Ramón Mercader).
- Премия Медичи — Элен Сиксу, «Внутри» (фр. Dedans).

### Швеция
- Большая литературная премия Северного Совета — Пер Улов Энквист, роман «Легионеры».

## Книги
- «От семи до десяти» — книга Сергея Баруздина.
- «Старое-молодое» — сборник повестей и рассказов Сергея Баруздина.
- «Я люблю нашу улицу…» — книга Сергея Баруздина.

### Романы
- «Ада» — роман Владимира Набокова.
- «Бойня номер пять, или Крестовый поход детей» (англ. Slaughterhouse-Five, or The Children’s Crusade — роман Курта Воннегута.
- «Весенний снег» (яп. 春の雪(Haru no yuki)) — роман Мисима Юкио.
- «Горячий снег» — роман Юрия Бондарева.
- «Женщина французского лейтенанта» (англ. The French Lieutenant's Woman) — роман Джона Фаулза.
- «Жизнь и необычайные приключения солдата Ивана Чонкина» — роман-анекдот Владимира Войновича.
- «Крёстный отец» (англ. The Godfather) — роман Марио Пьюзо.
- «Крокодил из страны Шарлотты» (пол. Krokodyl z kraju Karoliny ) — роман Иоанны Хмелевской.
- «Магистраль» — роман Емилиана Букова.
- «Обитаемый остров» — роман братьев Стругацких.
- «Расследование» (англ. Enquiry) — роман Дика Френсиса.
- «Смерть хлыща» (англ. Death of a Dude) — детективный роман Рекса Стаута.
- «Чего же ты хочешь?» — роман советского писателя Всеволода Кочетова.

### Повести
- «А зори здесь тихие…» — повесть Бориса Васильева.
- «Главный полдень» — фантастическая повесть Александра Мирера.
- «Глагол несовершенного вида» — повесть Николая Никонова.
- «Любовь к электричеству» — повесть Василия Аксёнова.
- «Матерь человеческая» — повесть Виталия Закруткина.
- «Обмен» — повесть Юрия Трифонова.
- «Царьградская пленница» — повесть Александра Волкова.

### Малая проза
- «Вечная проблема» — очерки Александра Крона.
- «Девять жизней» (англ. Nine Lives) — рассказ Урсулы Ле Гуин.

### Поэзия
- «Заголовки» (англ. Headlines) — сборник стихов Ролфа Якобсена.
- «Песня молодости» — поэма Емилиана Букова.
- «Полдень» — книга стихов Сергея Наровчатова.

## Родились
- 28 января — Кукулин, Илья Владимирович, российский литературовед и литературный критик.
- 1 июля — Каринэ Фолиянц, российская писательница, сценаристка (Жених для Барби, А я люблю женатого, Серафима прекрасная, Красавица, Жених и т.п) и кинорежиссёр
- 13 июля — Бузина, Олесь Алексеевич, украинский писатель, журналист, телеведущий (убит 16 апреля 2015 года).

## Умерли
- 10 января — Капан Сатыбалдин, советский казахский писатель, поэт, драматург, публицист, сценарист, переводчик (род. в 1917).
- 2 марта — Жан Прис-Марс, гаитянский писатель (родился в 1876).
- 12 июня — Эммануэль Д’Астье де ла Вижери, французский писатель и поэт (родился в 1900).
- 16 июня — Ежи Коссовский, польский писатель (родился в 1889).
- 18 июня — Ежи Завейский, польский писатель, драматург, сценарист, эссеист (род. в 1902).
- 5 июля — Валентина Александровна Осеева, советская детская писательница (родилась в 1902).
- 12 июля — Наири Зарьян, армянский советский писатель (родился в 1901).
- 27 октября — Джорджо Щербаненко, итальянский писатель, автор криминальных романов (родился в 1911).
- 28 октября — Корней Иванович Чуковский, детский писатель (родился в 1882).
- 31 октября  — Хуан Эмилиано О’Лири, — парагвайский поэт и эссеист (родился в 1879).
- 10 ноября – Али Ахмед Бакасир, египетский поэт и  писатель
- Рене Гуйо, французский молодёжный писатель (родился в 1900).